# カール (ヴェステルイェートランド公)
ヴェステルイェートランド公爵カール王子（スウェーデン語: Prins Carl, 全名:Oscar Carl Wilhelm, 1861年2月27日 – 1951年10月24日）は、スウェーデンの王族。
ノルウェー国王ハーラル5世と、ベルギー国王ボードゥアン1世ならびにアルベール2世の祖父にあたる。

## 人物
オスカル2世とその妃でナッサウ公ヴィルヘルムの娘であるゾフィアの三男として生まれる。
ヴェステルイェートランド公は、1905年に起きたノルウェーによるスウェーデンからの独立を勝ち取るための闘争の間、ノルウェー国王の候補者として名前を挙げられていた。しかし、父オスカル2世はノルウェーによる一連の反乱を、自身をノルウェー国王として認めないことに起因するものだとして、これを拒否した。結局、ヴェステルイェートランド公がノルウェー国王となることはなく、デンマークのグリュックスブルク家からヴェステルイェートランド公の妃の兄にあたるカール王子がホーコン7世として国王に迎えられたが、のちにヴェステルイェートランド公の次女マッタがホーコン7世の子オーラヴ5世に嫁ぎ、ハーラル5世をもうけた。

## 家族
1897年8月27日にデンマークのコペンハーゲンで、デンマーク国王フレゼリク8世と王妃ルイーセ（スウェーデン国王カール15世の娘）の次女であるインゲボー王女と結婚した。妻との間に1男3女をもうけた。
- マルガレータ（1899年 – 1977年） - デンマーク王子アクセルと結婚
- マッタ（1901年 – 1953年） - ノルウェー王太子オーラヴ（のちのオーラヴ5世）と結婚
- アストリッド（1905年 – 1935年） - ベルギー国王レオポルド3世と結婚
- カール（1911年 – 2003年）